# Craigmaroinn

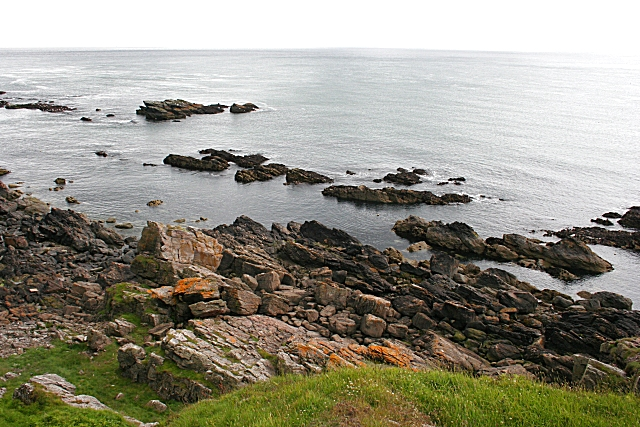
Costa de Craigmaroinn

Craigmaroinn és un illot rocós en el Mar del Nord prop de la costa d'Aberdeenshire a Escòcia, Regne Unit. Craigmaroinn està situada a mig camí entre les localitats costaneres de Portlethen i Downies. Els punts d'interès històric en l'àmbit local inclouen la Casa Elsick, Gillybrands i el Castell de Muchalls.
La presència de Craigmaroinn es va registrar per primera vegada en la història medieval en associació amb la Causey Mounth (antiga carretera construïda en un terreny elevat per fer transitable l'única ruta costanera disponible al sud de Stonehaven a Aberdeen) de la que es troba es troba a pocs quilòmetres a l'est.